# Gordon Wild
Gordon Wild (* 16. Oktober 1995 in Leonberg) ist ein deutscher Fußballspieler auf der Position eines Rechtsaußen.

## Karriere

### Karrierebeginn in der Heimat
Gordon Wild wurde am 16. Oktober 1995 als Sohn von Johnny Meyer und Irene Wild in Leonberg geboren und wuchs zusammen mit seinem Bruder Rene in Steimel auf. Bis zur C-Jugend kam er in der Jugendspielgemeinschaft der späteren SG Berod/Wahlrod-Lautzert/Oberdreis zum Einsatz und schaffte später den Sprung von den Eisbachtaler Sportfreunden in die Nachwuchsabteilung des 1. FSV Mainz 05 und spielte für den Klub in der B-Junioren- und A-Junioren-Bundesliga. Im Sommer 2013 wechselte Wild in die Jugend des SV Wehen Wiesbaden und wurde von Trainer Christian Hock in der A-Junioren-Hessenliga eingesetzt, wo er als torgefährliche Offensivkraft galt. Bei insgesamt 17 Ligaeinsätzen in der Saison 2013/14 kam Wild zwölfmal zum Torerfolg und wurde im letzten Saisonspiel auch in der von Thomas Brendel trainierten Amateurmannschaft von Wehen Wiesbaden in der Hessenliga eingesetzt. 2014/15 kam Wild, der während seiner Zeit in Mainz die IGS Mainz-Bretzenheim besuchte, ebenfalls vorrangig im vereinseigenen Nachwuchs zum Einsatz, brachte es aber auch zu vier weiteren Einsätzen in der Hessenliga 2014/15. Nachdem der SV Wehen Wiesbaden am Saisonende seine zweite Mannschaft aufgrund interner Strukturänderungen im Nachwuchsbereich zurückgezogen hatte, tat sich für Wild ein Wechsel in die Vereinigten Staaten auf.

### College-Fußball in den Vereinigten Staaten
Für das Studium wechselte er 2015 an die University of South Carolina Upstate nach Spartanburg im US-Bundesstaat South Carolina und war dort in der Herrenfußballmannschaft der Universitätssportabteilung USC Upstate Spartans aktiv. Am 28. August 2015 gab er im Spiel gegen die UNC Asheville Bulldogs sein Mannschaftsdebüt, in dem mit mehreren Deutschen durchsetzten Team. Neben ihm kamen in diesem Spieljahr unter anderem auch Leon Schwarzer, Heiko Allmendinger, Marvin Schön und Lukas Sommer zum Einsatz. Bereits ab seinem zweiten Einsatz, einem 7:0-Kantersieg im Auswärtsspiel gegen das Presbyterian College am 5. September, agierte Wild als äußerst torgefährlich und steuerte in dieser Begegnung vier Treffer bei. Danach kam er unter dem langjährigen Trainer Greg Hooks noch in 13 weiteren Meisterschaftsspielen zum Einsatz und brachte es in seinem ersten Jahr bei 15 Einsätzen auf 16 Tore und zwei Torvorlagen. Beispielhaft für seine Torgefährlichkeit waren seine zwölf Treffer nach den ersten sechs absolvierten Ligapartien. In diesem Jahr schaffte es das Team erstmals ins Atlantic Sun Men’s Soccer Tournament und kam nach knappen Siegen über Jacksonville und Florida Gulf Coast bis ins Finale, wo das Team deutlich gegen North Florida mit 0:7 unterlag. Aufgrund seiner Leistung wurde Wild zum A-Sun-Freshman-of-the-Year gewählt und stand im A-Sun-All-Conference-Team, sowie im A-Sun-All-Freshman-Team. Darüber hinaus war er viermaliger A-Sun-Player-of-the-Week; dieser Erfolg gelang der USC Upstate zum ersten Mal seit 1995 und zum zweiten Mal seit der Ligagründung. Des Weiteren war der deutsche Offensivakteur im NSCAA-All-Southeast-Region-First-Team sowie im Top-Drawer-Soccer-All-American-Freshman-Team und wurde zum Hero-Sports-Division-I-Men’s-Soccer-Rookie-of-the-Year gewählt. Weitere Ehrungen, die Wild in diesem Jahr erhielt, waren unter anderem die Wahl zum College-Soccer-News-All-Freshman-American-First-Team, sowie die Wahlen zum National-Player-of-the-Week von College Soccer News und Top Drawer Soccer und dreifache Wahl ins National-Team-of-the-Week von College Soccer News und Top Drawer Soccer. In den Kategorie Tore, Tore pro Spiel, Torschüsse, Schüsse gesamt und Punkte pro Spiel führte er die Nation auf dem ersten Platz an.
Nach seinem erfolgreichen Freshman-Jahr wurde Wild von Universitäten mit erfolgreicheren Fußballprogrammen umworben und entschied sich in weiterer Folge für ein Studium an der University of Maryland, College Park, die mit den Maryland Terrapins eine der besten College-Fußballmannschaft der Vereinigten Staaten vorweisen können und bereits zahlreiche spätere Profispieler hervorgebracht haben. Als einziger Deutscher im Kader gewann er mit dem Team die Big Ten Conference Men’s Soccer 2016 und schaffte nach Siegen über Michigan, Michigan State und Wisconsin im Big Ten Conference Men’s Soccer Tournament 2016 den Einzug in die NCAA Division I Men’s Soccer Championship 2016. In dieser war jedoch bereits nach der ersten Partie, dem Zweitrundenspiel gegen die Providence Friars, Endstation, als man mit 4:5 unterlag. Dies war zugleich auch die einzige Niederlage, die die Terrapins in diesem Spieljahr hinnehmen mussten; die Statistik nach 21 Partien lautete: 18 Siege, zwei Unentschieden und eine Niederlage. Wild war dabei in allen 21 Spielen im Einsatz und kam auf 17 Treffer, womit er die meisten Treffer für sein Team in einem Spieljahrt seit der aktiven College-Zeit von Patrick Mullins erzielte. Neben zweimaliger Wahl zum Big-Ten-Offensive-Player-of-the-Week wurde Wild auch zum Big-Ten-Offensive-Player-of-the-Year und rangierte in den Kategorien Tore und Punkte unter den Top 3 Spielern der Vereinigten Staaten in diesem Jahr. Außerdem wurde der Offensivakteur ins All-Big-Ten-First-Team und zum Big-Ten-Tournament-Most-Valuable-Offensive-Player gewählt und war einer von drei Finalisten auf den Erhalt der Hermann Trophy, die alljährlich an den besten College-Fußballspieler vergeben wird.
In seinem nachfolgenden Junior-Jahr nahm seine Torgefährlichkeit ab, wobei er bei 19 Meisterschaftseinsätzen, von denen er in 18 von Beginn an am Rasen war, fünf Treffer erzielte und zwei Assists beisteuerte. Nach einem mittelmäßigen Abschneiden in der Big Ten Conference Men’s Soccer 2017 schied Maryland im Big Ten Conference Men’s Soccer Tournament 2017 bereits frühzeitig im Viertelfinale gegen Wisconsin aus. In der nachfolgenden NCAA Division I Men’s Soccer Championship 2017 unterlag die Mannschaft ebenfalls frühzeitig; in diesem Fall noch in der ersten Partie der Regional 4 im Elfmeterschießen gegen die Albany Great Danes. In der Vorsaison stand Wild auf der Hermann-Trophy-Watch-List und war ein Big-Ten-Player-to-Watch.

### Erste Einsätze als Profi
Anfang des Jahres 2018 gab Wild den vorzeitigen Abgang von der Universität bekannt, um eine Profilaufbahn als Fußballspieler zu verfolgen. Wenige Wochen zuvor gab erst sein Mannschaftskollege Eryk Williamson ein Jahr vor Beendigung seines Studiums den vorzeitigen Abgang in den Profifußball bekannt. In weiter Folge unterschrieb er einen Generation-Adidas-Vertrag mit der Major League Soccer und war zur Teilnahme am MLS SuperDraft 2018 berechtigt. Über diesen wurde der Deutsche, nachdem er an der MLS Combine teilgenommen hatte, als 37. Pick in der zweiten Runde zum MLS-Franchise Atlanta United gedraftet. Kurz daraufhin entschied man sich dafür, Wild zu Charleston Battery in die zweitklassige United Soccer League (USL) zu verleihen. Der Leihvertrag beinhaltete die Option, Wild umgehend zurückzuholen, sollte er bei Atlanta United gebraucht werden. Sein Profidebüt gab Wild daraufhin am 17. März 2018 bei einer 0:1-Heimniederlage gegen den FC Cincinnati, als ihn Trainer Michael Anhaeuser in der 80. Spielminute im Tausch für Nico Rittmeyer auf den Rasen schickte. Danach setzte ihn Anhaeuser vorwiegend als Stammkraft in der Offensive ein, wobei Wild bei seinem fünften Ligaeinsatz erstmals zum Torerfolg kam. Ausgerechnet beim 3:0-Auswärtssieg über Atlanta United 2 erzielte Wild in den Minuten 51 und 85 die Tore zur 2:0- und 3:0-Führung. Bis zum Saisonende kam Wild in 32 Meisterschaftsspielen zum Einsatz und erzielte dabei sieben Treffer. Mit der Mannschaft schaffte er es auf den vierten Platz der Eastern Conference und somit in die meisterschaftsentscheidenden Play-offs, in denen das Team jedoch bereits in der ersten Runde mit 0:1 gegen die New York Red Bulls II unterlagen und somit frühzeitig ausschieden.
Nach der Rückkehr zu seinem Franchise wurde Wild am 17. Juli 2019 auf die Waiver-Liste gesetzt. Stattdessen verpflichtete das Franchise Mo Adams von Chicago Fire inklusive einer Bezahlung von 100.000 US-Dollar General Allocation Money. Nur eine Woche später wurde Wild vom MLS-Franchise D.C. United unter Vertrag genommen. Sein Debüt gab der starke Linksfuß gleich im Anschluss in einem Freundschaftsspiel gegen Olympique Marseille und wurde bald darauf an das in der USL Championship vertretene Reserveteam von D.C. United, Loudoun United, verliehen. Dort agierte Wild, der Ende August 2019 auch in zwei MLS-Spielen von D.C. United uneingesetzt auf der Ersatzbank saß, äußerst offensivstark und konnte bei 16 Ligaeinsätzen bereits zehn Tore erzielen und weitere drei für seine Teamkameraden vorbereiten. Am 25. September 2019 erzielte er bei einem 4:1-Sieg über die Swope Park Rangers den ersten Hattrick in der noch jungen Geschichte von Loudoun United. Im Winter 2020 schloss er sich LA Galaxy in der Major League Soccer an. Bereits in der folgenden Spielzeit wechselte er zu Indy Eleven in die USL Championship.

### Rückkehr nach Deutschland
Nach Auslaufen seines Vertrages war er seit Winter 2021 ein halbes Jahr vereinslos. Im Sommer 2022 wechselte er zum Drittligisten MSV Duisburg. Zur Rückrunde wechselte er im Februar 2023 zum Regionalligisten 1. FC Bocholt. Nach nur einer Halbserie in Bocholt wechselte er im Sommer 2023 zum TuS Bövinghausen in die Oberliga Westfalen. Dort kam er in zehn Meisterschaftsspielen (drei Tore) zum Einsatz, absolvierte zudem eine Partie im Westfalenpokal und verließ den Verein wieder in der Winterpause. Daraufhin wollte er ursprünglich zu Westfalia Herne wechseln, schloss sich jedoch dem TVD Velbert in der Oberliga Niederrhein an und löste seinen Vertrag noch im Januar 2024 auf, ohne je ein Pflichtspiel für den Verein absolviert zu haben. Bis zum Saisonende vereinslos schloss sich der in Düsseldorf lebende Wild Ende April 2024 der SG Berod/Wahlrod-Lautzert/Oberdreis (SG B/W-L/O) mit Spielbetrieb in der unterklassigen Bezirksliga Ost an, um dort seine Karriere ausklingen zu lassen.
Seit 2025 spielt er auch bei Calcio Berlin in der Baller League.